# Miraflores-Palast
Der Miraflores-Palast (spanisch Palacio de Miraflores) in Caracas ist die offizielle Residenz des Präsidenten von Venezuela. Er befindet sich in der Innenstadt von Caracas nur wenige Meter vom Palacio Federal Legislativo entfernt.

## Geschichte
Mitte des Jahres 1884 wurde unter der Leitung des italienischen Architekten Giussepe Orsi de Mombello der Bau in der Amtszeit von Präsident Joaquín Crespo (1884–1886) begonnen, jedoch erst nach seinem Tode im Jahre 1889 abgeschlossen. Eine der Besonderheiten der neoklassischen Architektur sind die mit Metall verstärkten tragenden Wände, die zur horizontalen Aussteifung eingebaut wurden und zum Schutz gegen mögliche Erdbeben dienen. Miraflores war eines der ersten erdbebensicheren Bauwerke in Venezuela.
Die Struktur des Gebäudes, besteht aus sechs Teilen, die jedoch in einem Ring um den zentralen Innenhof mit Arkaden angeordnet sind. Der Gebäudekomplex wiederum ist von Gärten, Statuen und einem Marmor-Brunnen besetzt. Die Form der Fenster enden in Bögen, die Brüstungen, Pilastern und dekorative Reliefs sind im Stil eines französischen Neo-Barock-Palast gehalten, trotz der italienischen Seite, die den Garten im Innenhof mit umlaufenden Traversen darstellt.
Den Innenausbau führte der katalanische Architekt Juan Bautista Sales aus, die Dekoration des Palastes stammt von dem spanischen Maler Julián Oñate y Juárez (1840–1899).